# Gordon Moore

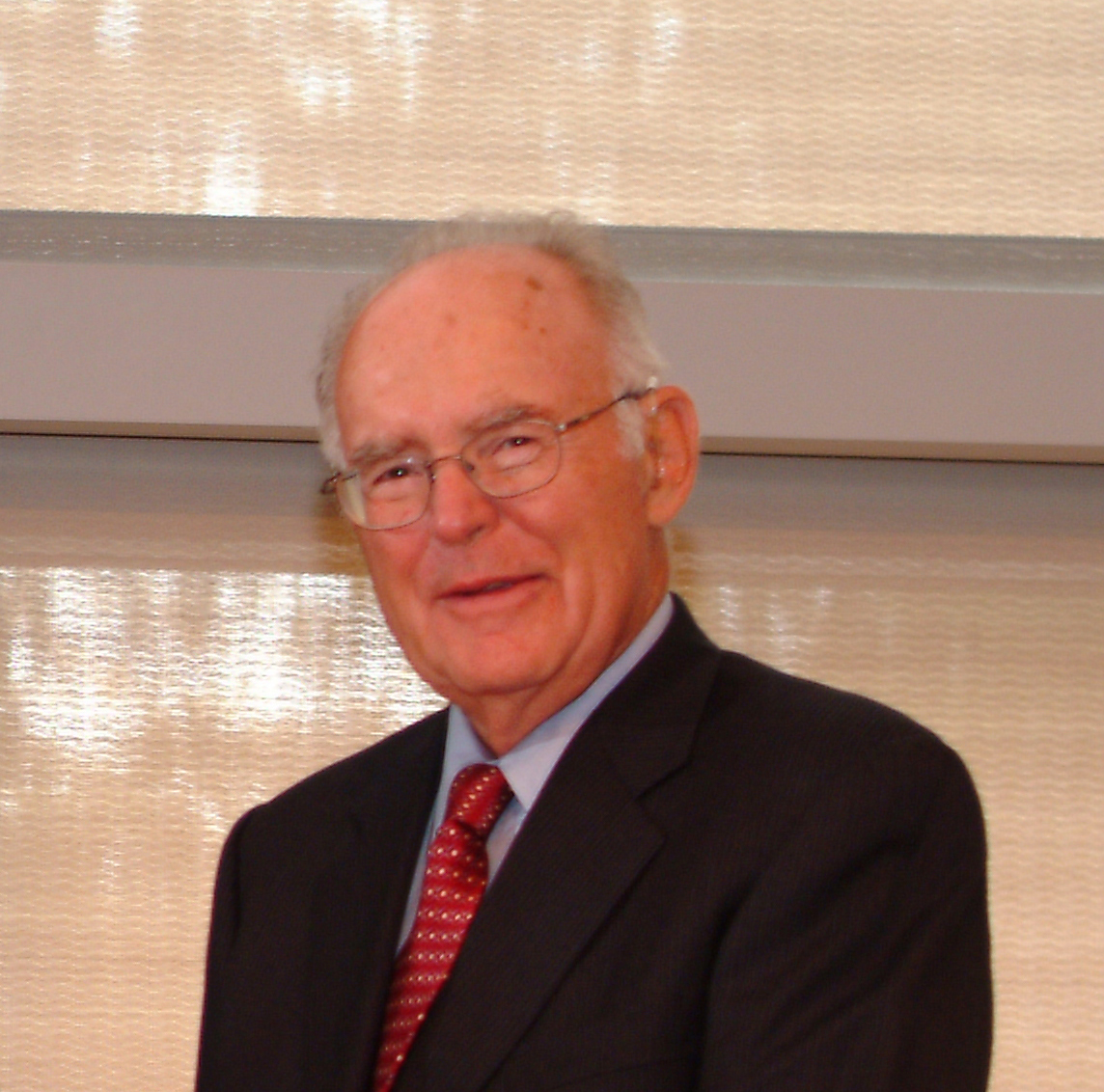
Gordon Moore (2004)

Gordon Earle Moore (* 3. Januar 1929 in San Francisco; † 24. März 2023 auf Hawaii, USA) war ein US-amerikanischer Ingenieur und Unternehmer. Er war Mitgründer der Firma Intel und Urheber des Mooreschen Gesetzes.

## Leben
Moore wurde in San Francisco in Kalifornien geboren. Er erhielt 1950 einen Bachelor in Chemie an der Universität von Kalifornien in Berkeley und 1954 einen Ph.D. in Chemie und Physik am California Institute of Technology.
Moore gründete im Juli 1968 zusammen mit Andy Grove und Robert Noyce den heute weltweit größten Halbleiterhersteller Intel. Dafür hatten die drei Ingenieure zuvor die Firma Fairchild Semiconductor verlassen, die Moore und Noyce 1957 ebenfalls mitgegründet hatten. Moore war bei Intel zunächst Executive Vice President, bis er 1975 Präsident und Chief Executive Officer (CEO) wurde. Im April 1979 wurde Moore Chairman des Vorstandes und CEO. Er behielt diese Position bis zum April 1987, blieb bis 1997 Chairman des Vorstands und war seither Chairman Emeritus. Mit einem Anteil von 2,8 % des Grundkapitals war er der zweitgrößte Aktionär von Intel.
Im Jahr 2000 gründete er zusammen mit seiner Frau Betty die Gordon and Betty Moore Foundation, die sich nachhaltigen, messbaren Maßnahmen zur Förderung von Umweltschutz, Wissenschaft und der Bucht von San Francisco verschrieben hat und die bis 2021 auf ein Stiftungskapital von 9 Milliarden US-Dollar heranwuchs.
Moore verstarb am 24. März 2023 im Alter von 94 Jahren zu Hause auf Hawaii.

## Das Mooresche Gesetz

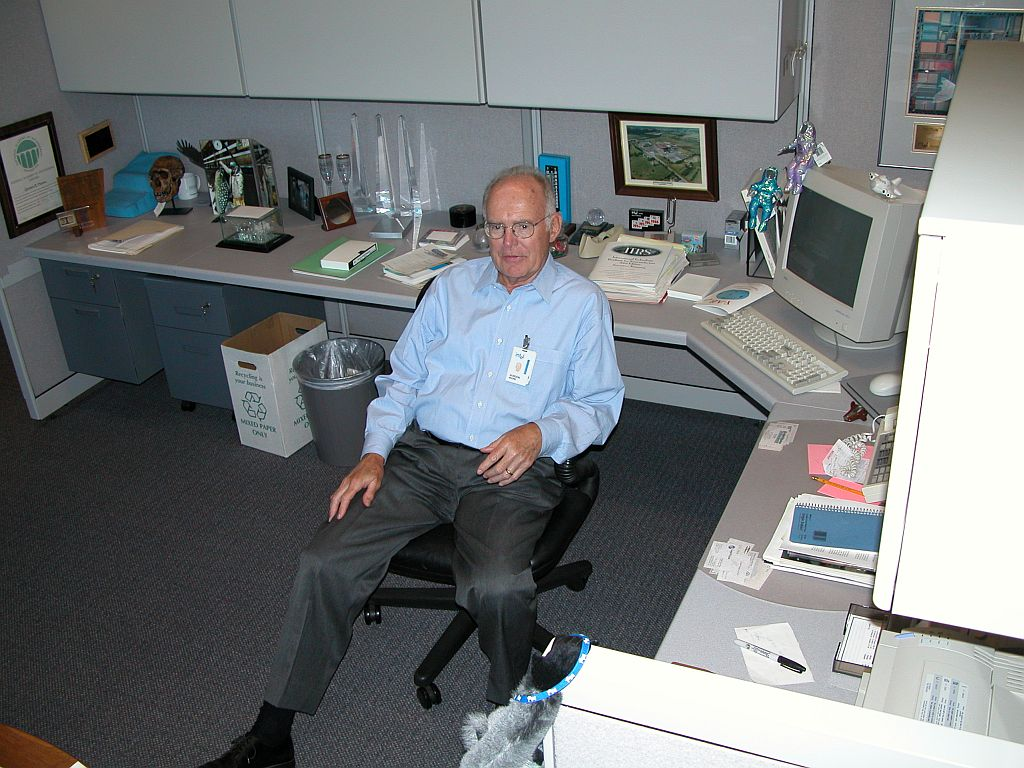
Gordon Moore in seinem Cubicle (2003)

In der Zeitschrift Electronics erschien am 19. April 1965 ein Artikel Moores, in dem er den später Mooresches Gesetz genannten Zusammenhang für die vorhergehenden Jahre feststellte. Er beschrieb anhand der vorliegenden Daten dieser Jahre einen Zusammenhang zwischen der Zeit und der Anzahl der elektronischen Bauteile einer integrierten Schaltung (eine jeweilige Verdoppelung in einem Jahr) und stellte die Frage, was wäre, wenn es die nächsten zehn Jahre so weiterginge.
Das Gesetz wurde später in seiner Formulierung und in der Zeitkonstante angepasst („Verdoppelung der Prozessorleistung alle 18 Monate“), gilt aber im Wesentlichen immer noch.
Im selben Artikel nahm Moore auch andere Entwicklungen der Chipindustrie vorweg, die von der damaligen Fachwelt als Science-Fiction abgetan wurden. Zum Beispiel überlegte Moore, dass zwar die zunehmende Anzahl von Transistoren mittelfristig zu Problemen bei der Hitzeentwicklung führen würde, die stärkere Integrationsdichte der aktiven Halbleiter durch Schichttechnik auf einem Chip aber auch die Leitungswege und somit die Wärmeverluste verringern würde, was zu einem Ausgleich führen kann.

## Vermögen
Im April 2022 wurde sein Privatvermögen von Forbes auf 9,5 Milliarden US-Dollar geschätzt. Er gehörte damit zu den reichsten Amerikanern und lag auf Platz 214 weltweit.

## Ehrungen
- 1976 Wahl zum Mitglied der National Academy of Engineering
- 1978 W. Wallace McDowell Award
- 1990 Empfänger der National Medal of Technology
- 1990 Wahl zum Mitglied der American Academy of Arts and Sciences
- 2002 überreichte US-Präsident George W. Bush Moore die Freiheitsmedaille („The Presidential Medal of Freedom“), die höchste zivile Auszeichnung in den USA.
- 2002 wurde der Asteroid (8013) Gordonmoore nach ihm benannt.
- 2005 Wahl zum Mitglied der American Philosophical Society[6]
- Die Bibliothek am Zentrum für Mathematische Wissenschaften an der Universität Cambridge ist nach ihm und seiner Frau Betty benannt.
- Für ihre finanzielle Unterstützung der Naturschutzorganisation Conservation International wurden die Eheleute Gordon und Betty Moore im Artnamen des erst im Jahre 2002 beschriebenen Pernambuco-Zwergkauzes (Glaucidium mooreorum) geehrt.